# میریام باورل
میریام باورل (انگلیسی: Myriam Baverel) تکواندو فرانسوی و مدال دارالمپیک است. او در بازی‌های المپیک تابستانی ۲۰۰۴ در آتن رقابت کرد و مدال نقره وزن +۶۷ کیلو را به دست آورد.
او هم‌اکنون سرمربی تیم ملی تکواندوی مردان فرانسه است.